# Carmichaelieae
Carmichaelieae es una tribu de plantas con flores perteneciente a la subfamilia Faboideae dentro de la familia Fabaceae.

## Géneros
- Carmichaelia -
- Chordospartium -
- Corallospartium -
- Montigena
- Notospartium -
- Streblorrhiza